# Rio Benguț
O Rio Benguţ é um rio da Romênia afluente do Rio Obârşia Nucşorii, localizado no distrito de Hunedoara.